# أوغوستا والاس
أوغوستا والاس (بالإنجليزية: Augusta Wallace)‏ هي محامية وقاضية نيوزيلندية، ولدت في 11 أكتوبر 1929، وتوفيت في 12 أبريل 2008 بسبب مرض.